# Juan Rojas (Fußballspieler, 1935)
Juan Héctor Rojas Lobos (* 11. Juni 1935 in Santiago de Chile) ist ein ehemaliger chilenischer Fußballspieler. Der Abwehrspieler absolvierte fünf Länderspiele für Chile.

## Karriere

### Verein
Juan Rojas spielte in den Jugendmannschaften von Deportivo Colombia, Audax Italiano und CD Magallanes. Bei Magallanes schaffte er den Sprung zu den Profis, kam allerdings noch nicht zum Einsatz. Erst nach seiner Leihe zu Deportivo Fanaloza aus Penco, wo er beim regionalen Turnier Torneo Regional Penquista Torschützenkönig wurde, debütierte der Defensivspieler in der Primera División. 1958 wechselte Rojas zu Deportes La Serena und spielte dort fünf Jahre. Zum Abschluss seiner Karriere war er noch bei CD O’Higgins und beim kolumbianischen Verein Deportivo Cali aktiv.

### Nationalmannschaft
Juan Rojas debütierte beim 1:1-Unentschieden gegen Brasilien der Copa O’Higgins 1957 in der Nationalmannschaft. Danach spielte Rojas zwei Spiele der WM-Qualifikation 1958, doch das Endturnier in Schweden wurde klar verpasst. Beim Campeonato Sudamericano 1959 absolvierte der Defensivspieler zwei Turnierspiele für Chile, das den fünften Platz der sieben Teams belegte. In beiden Spielen wurde Rojas jeweils für Hernán Rodríguez bzw. für Luis Vera eingewechselt. Insgesamt absolvierte Rojas fünf Länderspiele.

## Erfolge
La Serena
- Chilenischer Pokalsieger: 1960

O’Higgins
- Chilenischer Zweitliga-Meister: 1957